# چیکو
چیکو نام یکی از میوه‌های گرمسیری با پوستی قهوه‌ای و مزه‌ای شیرین است. مزه آن نوعی شیرینی خاص است اما اگر میوه آن نرسیده باشد همچون خرمالو بسیار گس است. درخت چیکو، ساپودیلا نام دارد و صمغ آن درخت که بیشتر برای درست کردن سقِّز (آدامس) به‌کار می‌رفت چیکل نام دارد. چیکو بومی منطقه یوکاتان است. درخت چیکو در ایران در استان‌های سیستان و بلوچستان و هرمزگان کشت می‌شود.

## نام محلی
بومیان منطقه چابهار در ایران به این میوه چکّو (chakko) می‌گویند.

## مطالعات بیولوژیکی
اجزاء استخراج شده از برگ این گیاه بر روی موش‌ها آزمایش شده و اثر آنتی‌اکسیدان و ضد دیابتی و کاهنده کلسترول و همین‌طور ضد باکتریایی داشته‌است.

## نگارخانه

عکس‌هایی از چیکو
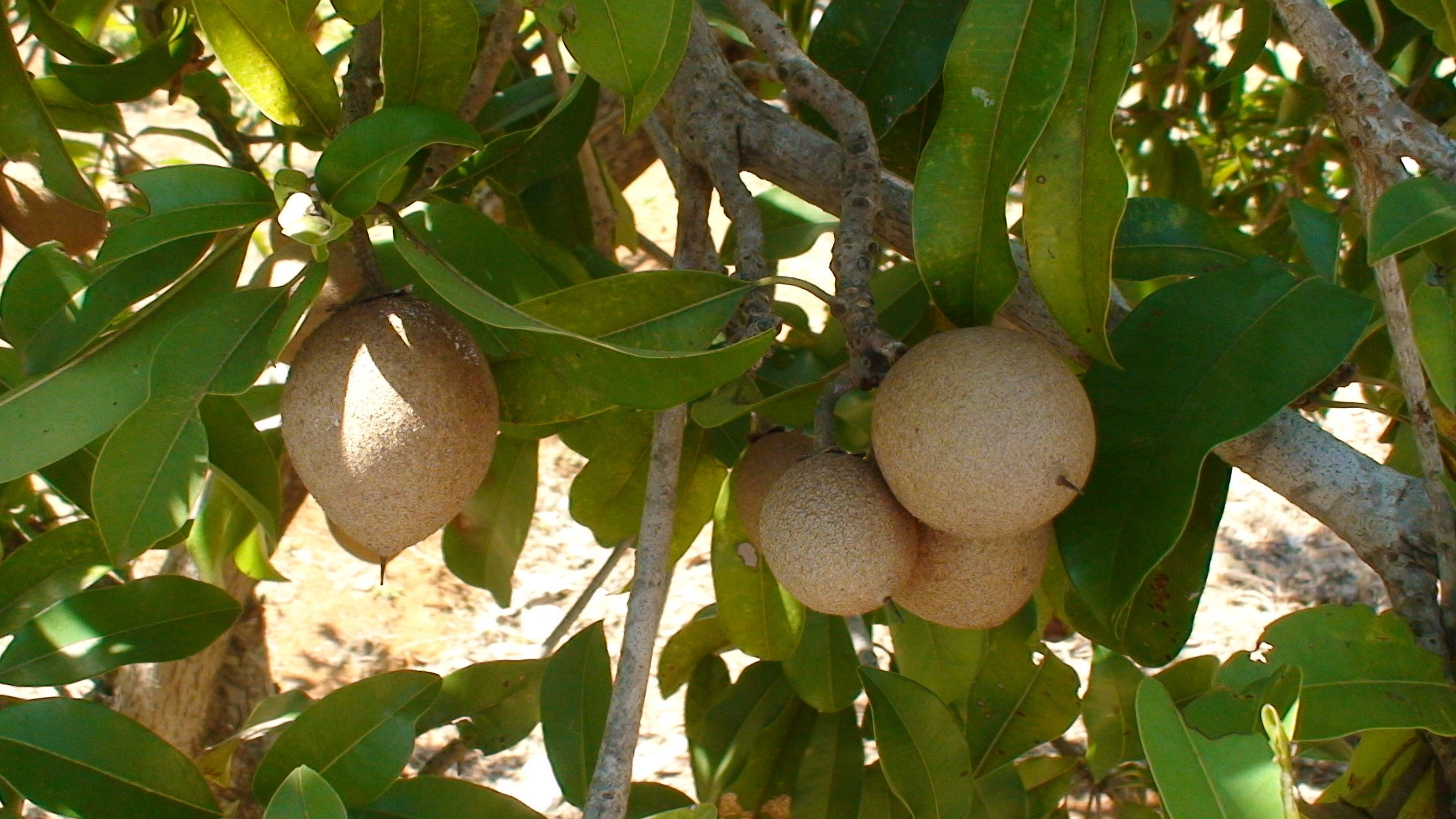
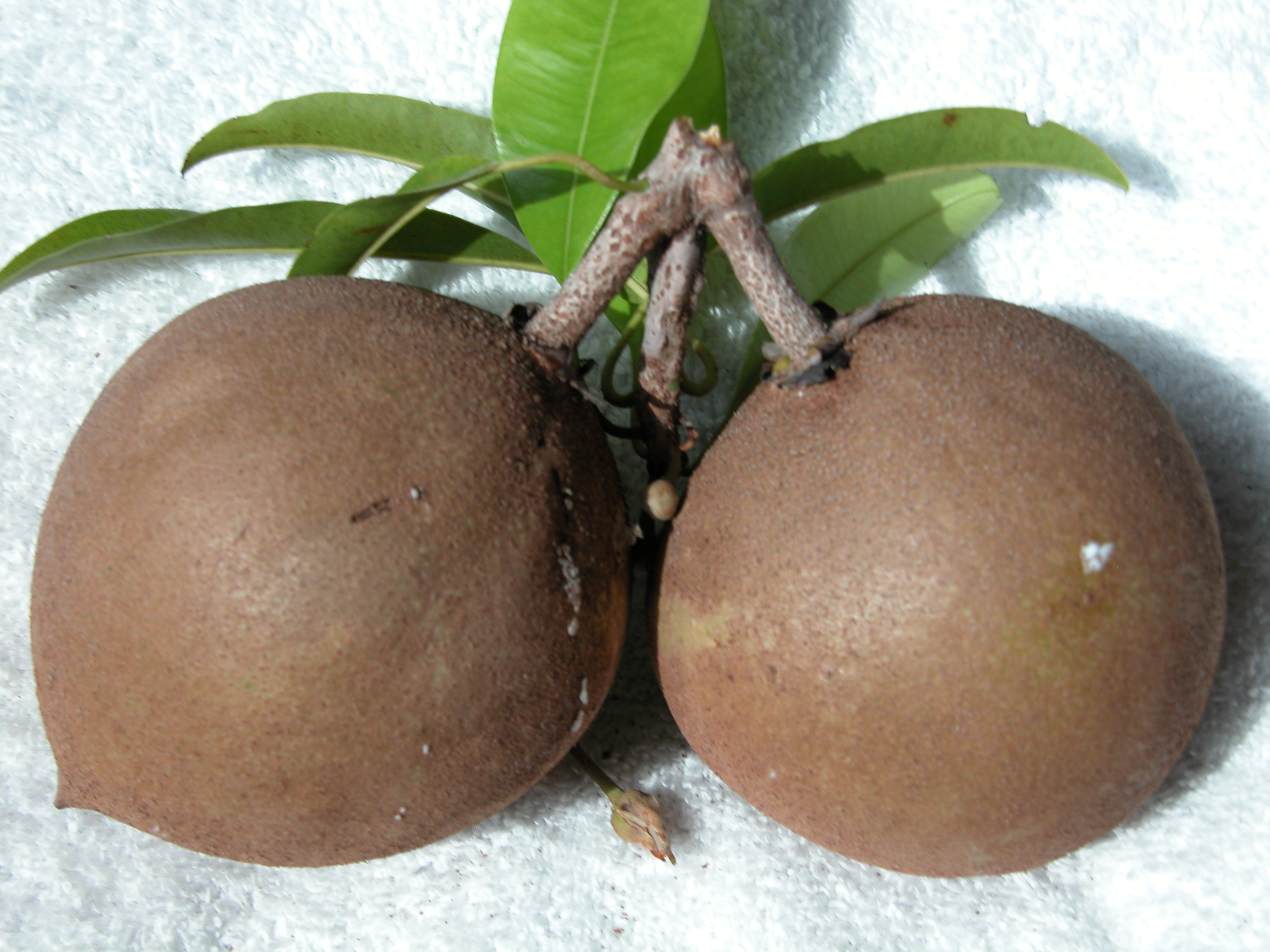
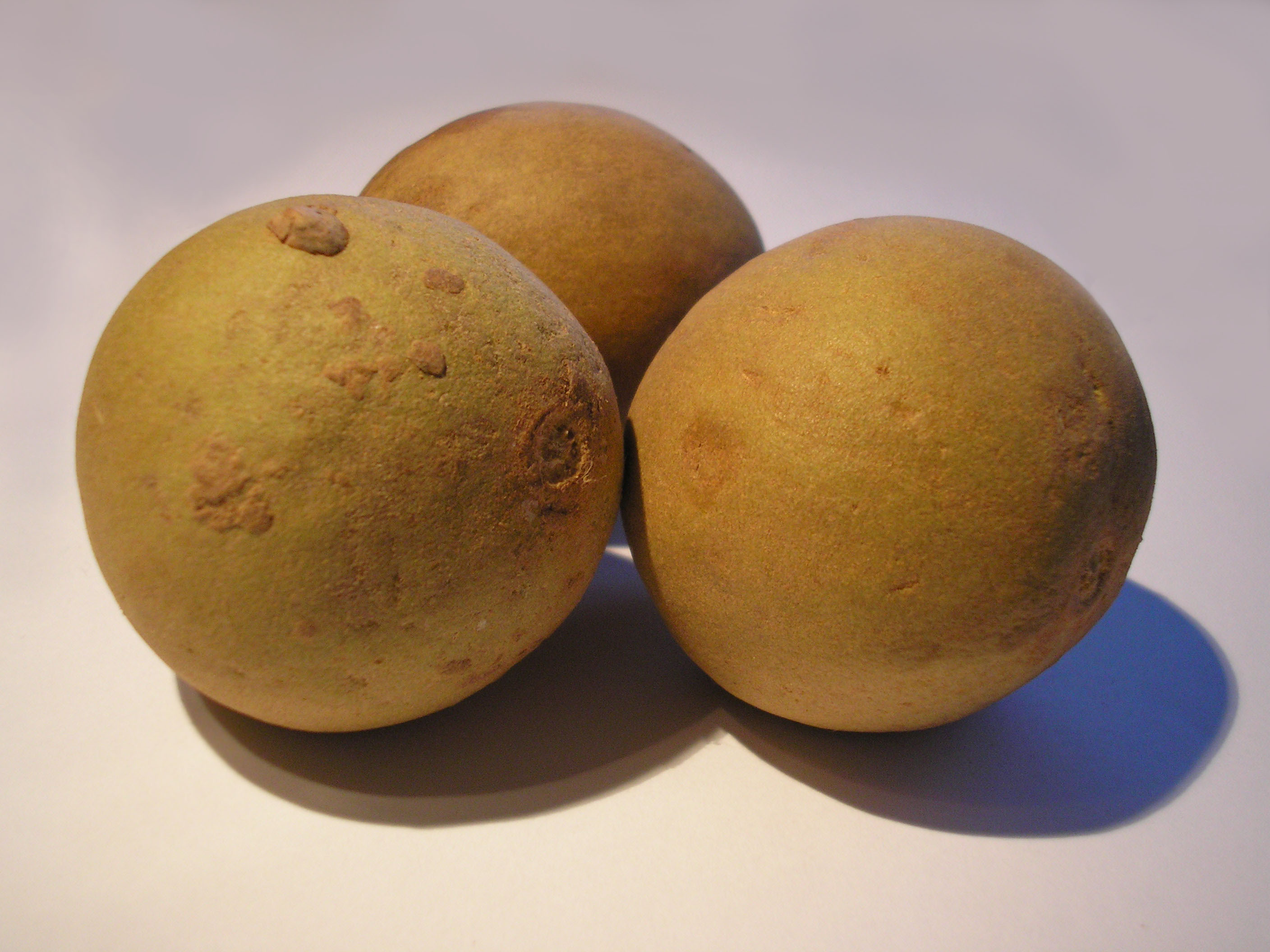
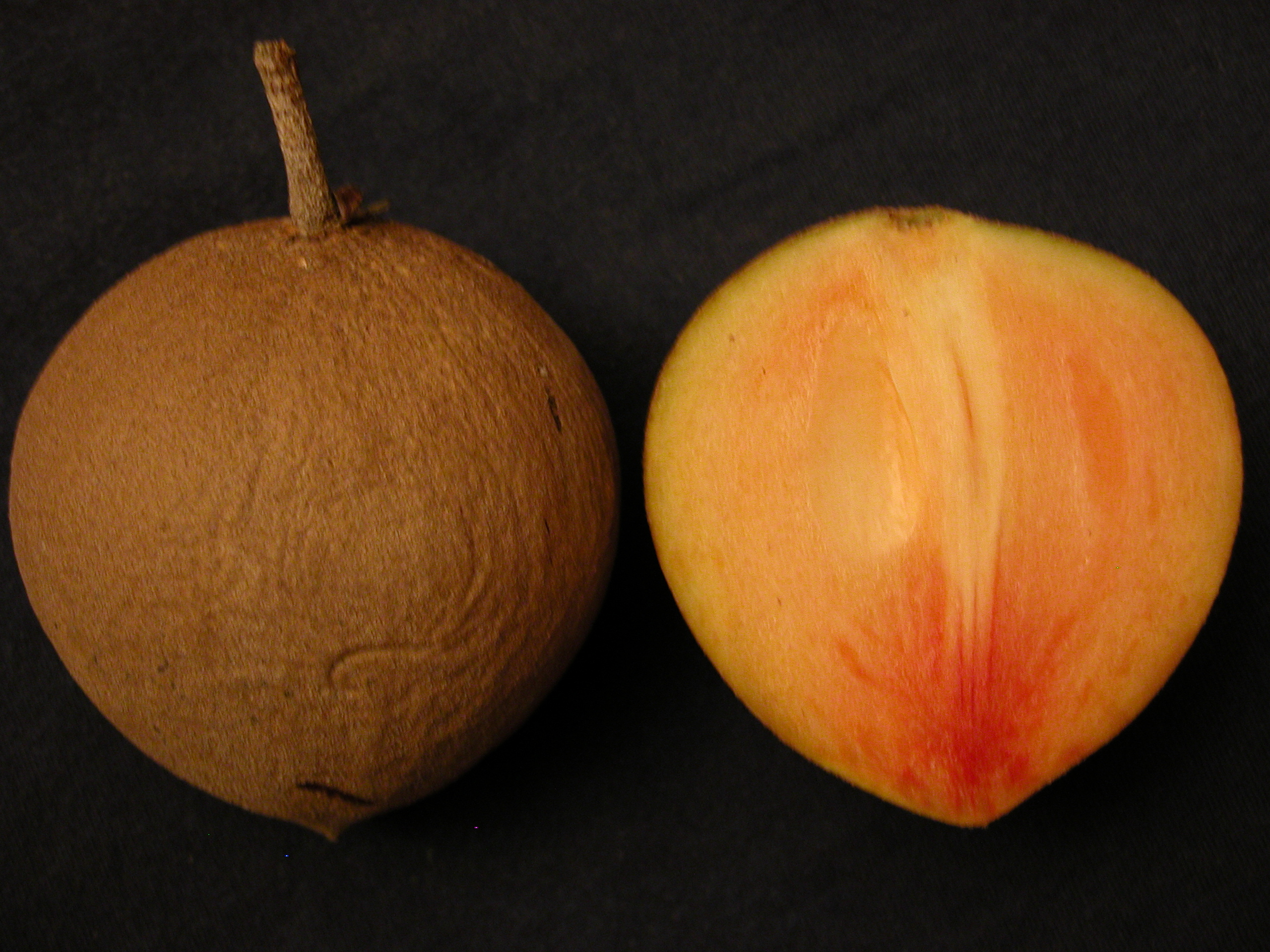
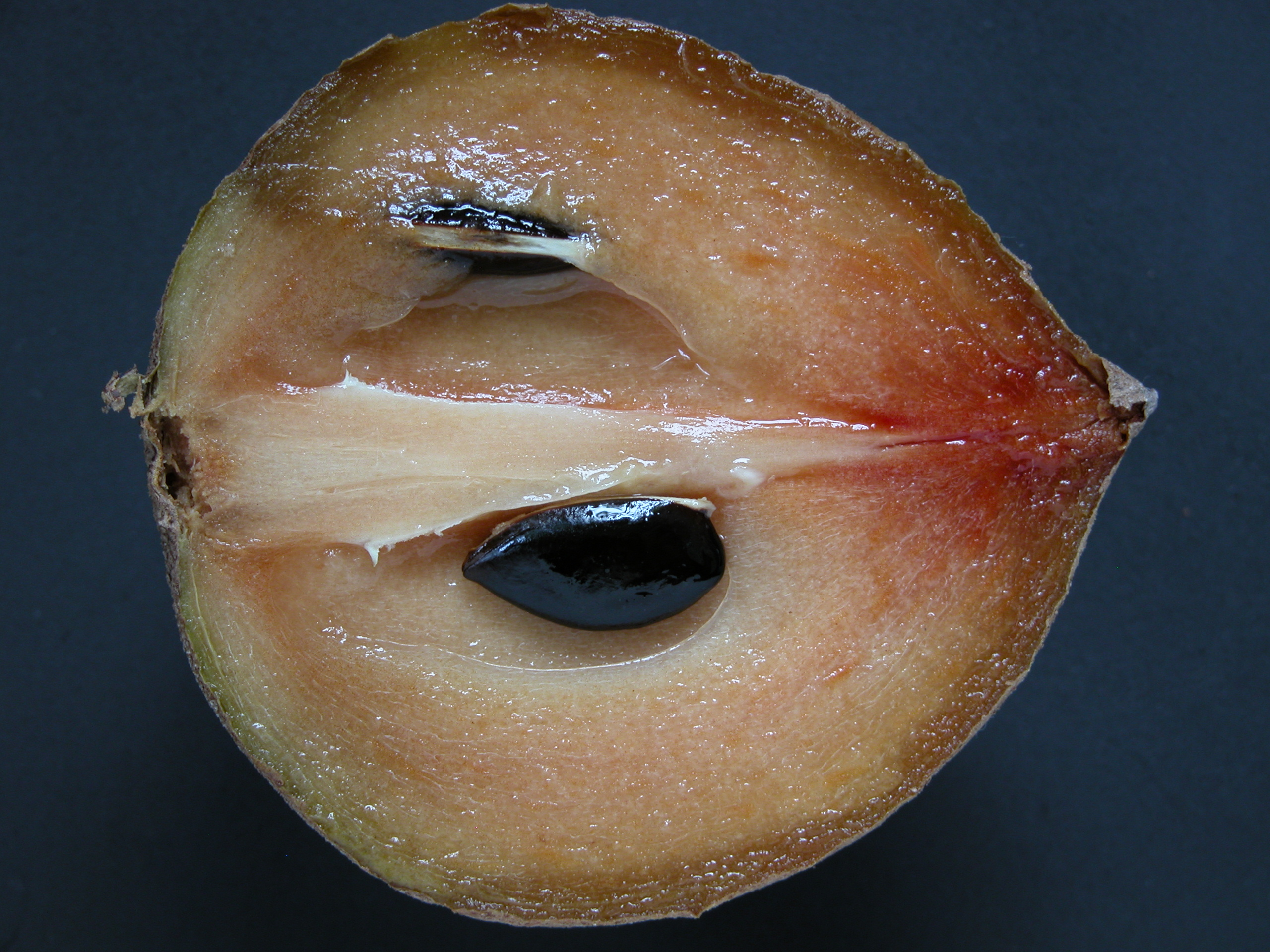
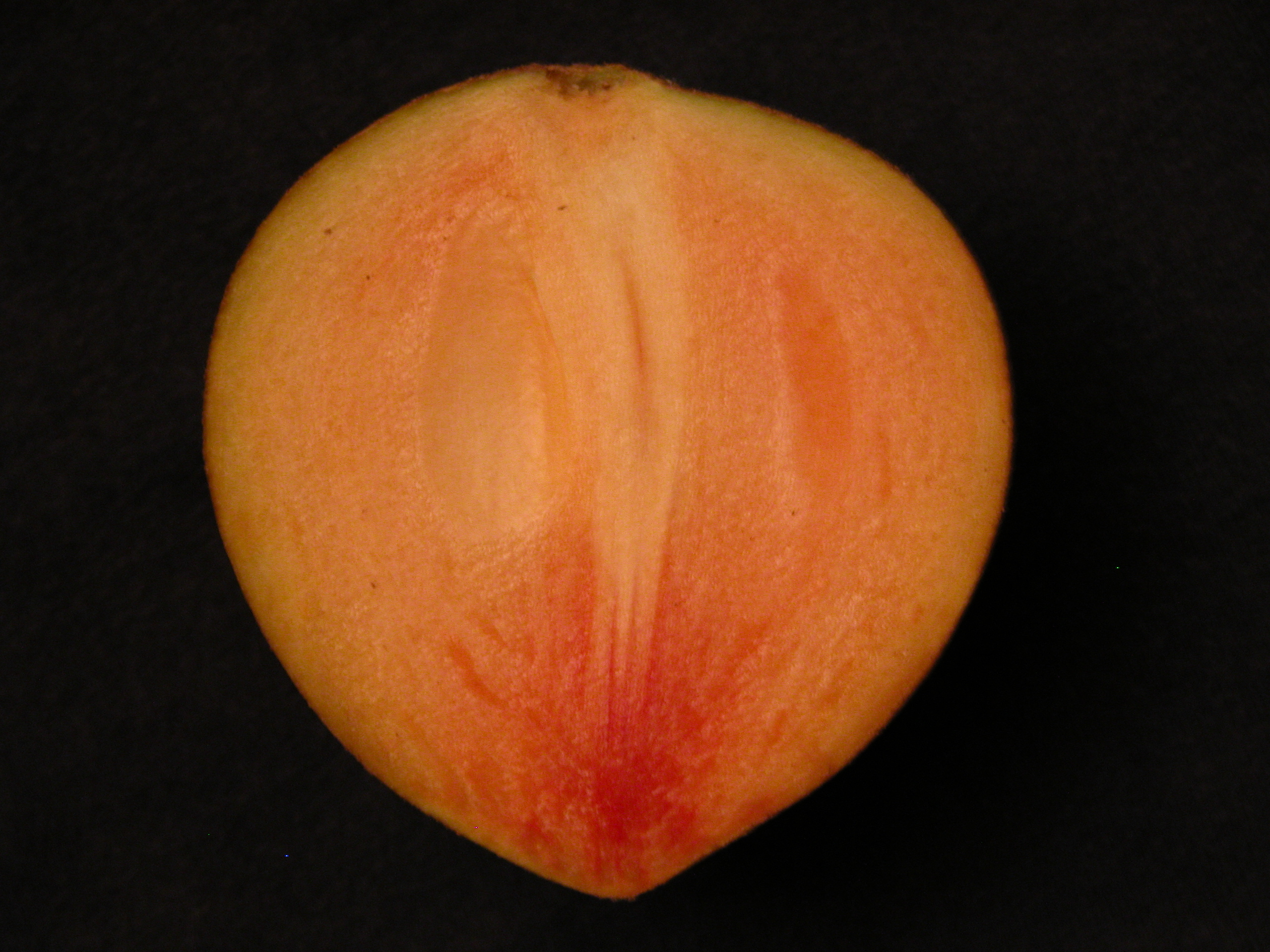